# 536 Merapi
Merapi è un asteroide della fascia principale del diametro medio di circa 151,42 km. Scoperto nel 1904, presenta un'orbita caratterizzata da un semiasse maggiore pari a 3,5029609 UA e da un'eccentricità di 0,0811086, inclinata di 19,38113° rispetto all'eclittica.
Stanti i suoi parametri orbitali, è considerato un membro della famiglia Cibele di asteroidi.
Il Monte Merapi, da cui prende il nome l'asteroide, è un vulcano dell'Indonesia che fu meta di molte spedizioni per osservare l'eclissi solare del 17 maggio 1901.